# Bob Waterfield
Robert Stanton „Bob“ Waterfield (* 26. Juli 1920 in Elmira, New York; † 25. März 1983 in Burbank, Kalifornien) war ein US-amerikanischer American-Football-Spieler und -Trainer sowie späterer Filmproduzent. Er spielte unter anderem Quarterback in der National Football League (NFL).

## Laufbahn
Waterfield schloss sich nach seinem High-School-Abschluss der University of California, Los Angeles an. 1943 konnte er mit seiner Mannschaft die Meisterschaft der Pacific Coast Conference gewinnen. 1944 wurde er von den Cleveland Rams in der fünften Runde des NFL Drafts an 42 Stelle gezogen. Im darauf folgenden Jahr zog er mit der Mannschaft nach Los Angeles. Nach der Saison 1952 beendete er seine Spielerlaufbahn.
Mit den Rams gewann Waterfield zweimal die NFL Meisterschaft. 1945 konnten im NFL-Endspiel die Washington Redskins mit 15:14 geschlagen werden, 1951 waren die Cleveland Browns mit 24:17 unterlegen. Im ersten Spiel konnte Waterfield zwei Touchdownpässe werfen, im zweiten Spiel setzten die Rams Norm Van Brocklin als Quarterback ein, Waterfield der auch ein guter Kicker und Punter gewesen ist, erzielte ein Field Goal.
1945 und 1946 warf Waterfield die meisten Touchdowns aller NFL Quarterbacks, insgesamt konnte er in der Regular Season 97 Touchdowns durch Pässe erzielen und 13 Touchdowns selbst erlaufen. Ferner stehen bei ihm 60 erzielte Feldtore zu Buche.
Nach seiner Spielerlaufbahn war Waterfield von 1960 bis 1962 Head Coach bei den Rams. Er konnte allerdings als Trainer nie an seine Spielererfolge anschließen.

## Familie und Laufbahn als Filmproduzent
Waterfield war mit der Schauspielerin Jane Russell verheiratet, die er bereits in der Schule kennengelernt hatte. Die Ehe bestand von 1943 bis 1967 und wurde geschieden. Das Paar adoptierte drei Kinder.  In den 1950er-Jahren gründete er mit seiner Frau, die inzwischen zum Filmstar aufgestiegen war, die Filmproduktionsgesellschaft Russ-Field Productions. Hier fungierte er unter anderem als Produzent von Kinofilmen wie So liebt man in Paris und Der Sonne entgegen.
Waterfield starb im März 1983 im Alter von 62 an Respiratorischer Insuffizienz. Sein Leichnam wurde verbrannt und die Asche in Caliente, Kalifornien, verstreut.

## Ehrungen
Waterfield ist Mitglied in dem NFL 1940s All-Decade Team und in der Pro Football Hall of Fame. 1945 wurde er MVP der NFL-Saison. Er wurde viermal zum All-Pro gewählt und spielte zweimal im Pro Bowl, dem Abschlussspiel der besten Spieler einer Saison. Seine Rückennummer 7 wird durch die Rams nicht mehr vergeben.